# 豊川村 (大分県)
豊川村（とよかわむら）は、大分県宇佐郡に存在した村。現在の宇佐市中部、瀬社橋から南の宇佐IC周辺の石山と和尚山にあたる。

## 地理
- 河川：駅館川、津房川
- 山：和尚山、石山

## 歴史
- 1889年（明治22年）4月1日 - 町村制の施行により、中原村、樋田村、別府村、大塚村、山本村、上拝田村、下拝田村が合併し、豊川村が発足する。
- 1954年（昭和29年）3月31日 - 駅館村・豊川村・西馬城村が合併して駅川村が発足。
- 1955年（昭和30年）8月1日 - 駅川村が町制施行して駅川町となる。
- 1967年（昭和42年）4月1日 - 駅川町・四日市町・長洲町・宇佐町が合併して宇佐市が発足[2]。

## 交通
現在地には、国道10号、東九州自動車道、国道387号が通っている。